# 洪于崴
洪于崴（1998年4月18日—）是一名擁有台越混血的台灣女演員、女模特兒，曾為伊林娛樂旗下的模特兒。身高是169cm，體重是48kg，牡羊座，O型。

## 演出作品

### 電視劇
| 年份   | 播出頻道 | 劇名                                                           | 飾演   |
| 2015年 | 民視     | 《廉政英雄》 第三十六單元：永遠不回頭 第三十七單元：誰是繼承人 | 張湘寧 |
| 2016年 | 民視     | 《我的老師叫小賀》                                             | 古嘉嘉 |
| 2018年 | 民視     | 《實習醫師鬥格》                                               | 洪小崴 |
| 2025年 | 民視     | 《好運來》                                                     |        |

### MV演出
- 林育羣《100分的朋友》

## 綜藝節目經歷
| 播出頻道 | 節目名         |
| 民視     | 《綜藝大集合》 |
| 衛視     | 《歡樂智多星》 |
| 台視     | 《超級設計師》 |

### 代言
- 2016年 《卡樂芙colorful染髮劑》

## 外部連結
- 的Facebook專頁